# Blocage (météorologie)
Pour les articles homonymes, voir Blocage.

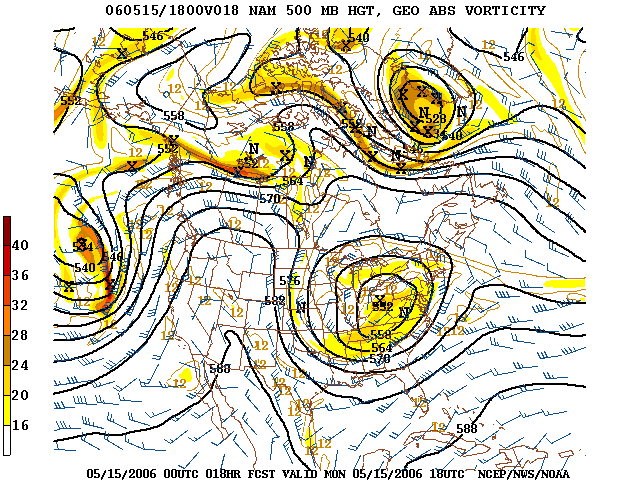
Un exemple de bloc OMEGA en Amérique du Nord en mai 2006

Une situation de blocage en météorologie est un tracé des isohypses de la pression en altitude qui donne une configuration atypique des vents en haute altitude (courant-jet). Cet arrangement est caractérisé par une modification de la circulation en altitude, normalement d'ouest en est et dite zonale, en des ondulations quasi stationnaires, rétrogrades ou déviées. Ces ondes de Rossby allongées dans un axe nord-sud permettent le détachement soit d'un anticyclone, remontant lentement vers le pôle, ou bien d'une goutte froide stabilisée qui finit par donner une dépression coupée se déplaçant vers l'équateur,.
Ces blocs peuvent durer plusieurs jours, voire des semaines, et donner aux régions affectées un temps invariant. Les dépressions passeront alors le long du même corridor, y donnant des pluies continuelles, alors qu'ailleurs les anticyclones donneront un ciel dégagé en permanence. Les situations de blocage conduisent à des anomalies de températures et de précipitations pour une certaine durée. Dans l'hémisphère nord, de telles configurations du flux atmosphérique se forment surtout au printemps sur les portions orientales du Pacifique et de l'Atlantique. Ces situations ont souvent lieu lorsque des systèmes en zone tempérée se trouvent à des latitudes inhabituelles (par exemple une dépression à 40° sur la Méditerranée ou un anticyclone à 55° de latitude sur l’Irlande).

## Types
Les différents types de régimes de blocages ont tous la caractéristique fondamentale d'une interruption de la circulation atmosphérique zonale. Ainsi le courant-jet d'ouest, normalement très rapide et peu sinueux, devient très ondulé (onde de Rossby) avec une composante de flux méridional très prononcée autour d'une circulation atmosphérique coupée, contournant des dépressions et anticyclones en altitude. 

### Anticyclone de blocage

Anticyclone de blocage (hémisphère nord) dans la circulation à 500 hPa. La flèche indique le sens du déplacement de l'air.

Ce type de blocage est une situation où un anticyclone coupé en altitude dévie le flux zonal et le mouvement normal d'ouest en est des dépressions migratrices extratropicales. Cette situation est habituellement causée par la remontée lente d'une crête barométrique issue d'un anticyclone dynamique subtropical vers les pôles qui se voit coupée par une forte advection d'air chaud en provenance de l'équateur en amont de l'anticyclone. Ce blocage est caractérisé par un vaste système anticyclonique avec une forte zone de déformation du flux nord-sud en amont.
Généralement, le temps associé à un anticyclone de blocage est durablement chaud, sec et ensoleillé favorable aux conditions de sécheresse, et à une canicule si ce blocage se produit en été. Un anticyclone de blocage peut être associé à des blocs Rex ou Oméga. Lorsque la circulation atmosphérique rencontre un anticyclone de blocage, celle-ci se scinde en deux courants dont l'un se dirige du côté polaire et l'autre du côté équatorial.

### Dépression coupée

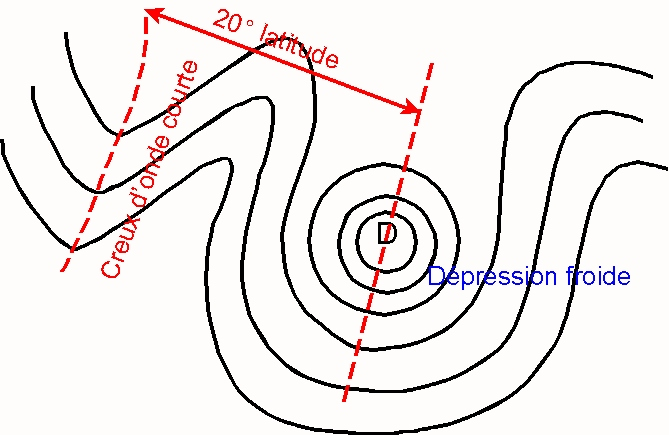
Une dépression froide stationnaire coupée de la circulation générale

Une dépression coupée, où on retrouve une goutte froide stabilisée, est la formation d'une dépression d'altitude coupée du flux général. Bien que ce patron puisse se produire en toute saison, on le retrouve surtout au printemps et en automne lorsqu'une masse d'air polaire est amené vers les régions plus méridionales par le courant-jet se déplaçant entre 5 et 9 km d'altitude. 
Tout air froid qui entre ainsi dans la base d'un creux en altitude peut mener à la formation d'une dépression mais seulement une bonne synchronisation peut l'amener à faire le tour de cette dernière, au lieu de continuer vers le sud, pour que le flux devient parallèle aux lignes de courant et entre en rotation stable. Ce phénomène occasionnel peut se produire partout dans les latitudes moyennes, entre autres sur la Côte d'Azur, la côte méditerranéenne espagnole et les Grands Lacs d'Amérique du nord en avril et octobre. Elle peut être associée ou non à des blocs Oméga ou Rex. Sous une dépression coupée, on y retrouve un temps durablement humide, nuageux, pluvieux (ou neigeux) et froid favorable aux inondations et peut même occasionner une  vague de froid si cela se produit en hiver et si la masse d'air est suffisamment froide.

### Bloc Rex

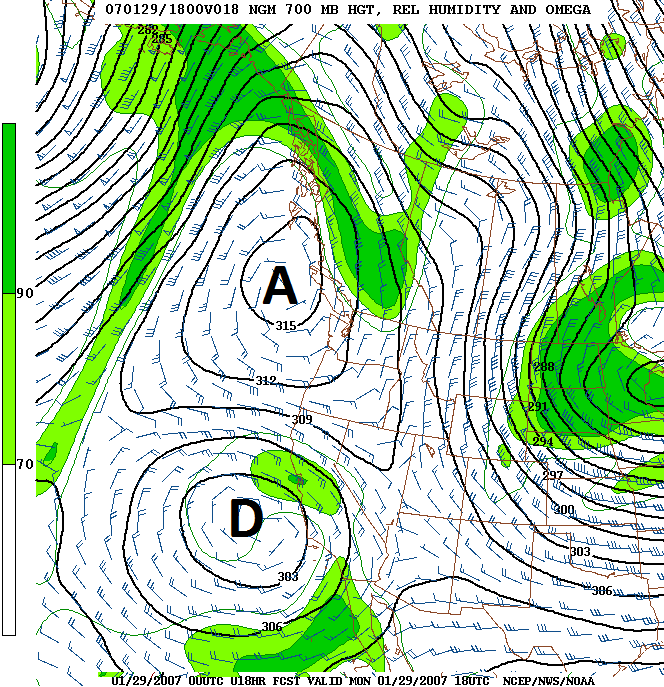
Un exemple de blocage de type REX au large de la côte ouest de l'Amérique du Nord (à gauche) en janvier 2007

Un bloc Rex consiste en une configuration en altitude où on retrouve un anticyclone au nord d'une dépression. En général les deux systèmes (anticyclone de blocage et dépression coupée) auront des circulations fermées. Les systèmes de surface seront capturés par la dépression d'altitude ou devront suivre la configuration en S inversé autour de celle-ci ce qui veut dire qu'il sera difficile de déloger le bloc Rex. 
Le terme vient du nom du météorologue Daniel F. Rex,
qui les a identifiés en premier et non parce qu'il serait le Roi des blocages (Rex en latin). Il peut être également connu sous un nom différent dans certaines régions du monde, notamment par l'expression anglaise « high over low ». Dans ce type de blocage, la circulation atmosphérique est opposée au flux zonal habituel. Celle-ci apparaît comme un courant-jet intense qui circule d'est en ouest. Le temps associé à ce blocage est caractéristique du centre d'action qui prédomine (anticyclone de blocage ou dépression coupée).

### Bloc Oméga

Position des centres de pression et du flux d'air dans un bloc Oméga.

Un bloc Oméga est caractérisé par la forme de la circulation atmosphérique d'altitude qui ressemble à la lettre grecque Ω, oméga. Typiquement, on retrouve deux dépressions coupées en altitude qui entourent un anticyclone de blocage. L'étendue géographique d'un bloc Oméga est très grande et peut concerner tout un continent. Sous l'anticyclone, le temps sera chaud et sec tandis qu’il sera froid et humide sous les dépressions.
Dans ce type de blocage à large échelle de la circulation atmosphérique se trouvent trois zones de déformation du flux nord-sud (dit méridional) : 
- la première zone s'étend à l'ouest du bloc. L'air venant d'ouest est forcé de descendre vers l'équateur autour de la première dépression coupée, ce qui donne une forte advection d'air froid venu des pôles dans celle-ci ;
- la seconde zone de déformation se trouve entre l'anticyclone de blocage et la dépression précédente. L'air s'enroule dans un sens anticyclonique autour de l'anticyclone. Ce flux apporte de l'air chaud remontant de l'équateur ;
- la troisième zone se trouve en aval entre l'anticyclone de blocage et la seconde dépression coupée jusqu'à la périphérie équatoriale de celle-ci. Elle amène de l'air froid dans cette dépression.

## Autre type de blocage

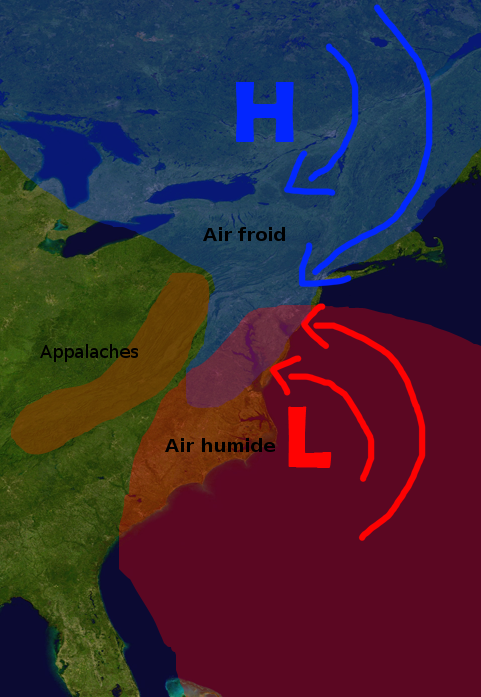
Un système de haute pression au Canada canalise de l'air froid vers les Appalaches pendant qu’une dépression au large pousse de l'air doux et humide vers les montagnes

Le blocage d'air froid est un phénomène météorologique similaire mais à basse altitude qui consiste au maintien et au refroidissement d'une masse d'air au pied d'une chaîne de montagnes. La création d'un blocage d'air froid implique généralement un système de haute pression situé entre le pôle et une chaîne de montagnes pendant qu'une dépression amène de l'air plus doux perpendiculairement à la chaîne. L'air froid est emprisonné dans une mince couche au pied des montagnes alors que l'air plus doux s'élève au-dessus de l'air froid.
Un blocage d'air froid empêche une structure verticale normale de la température dans la masse d'air et crée un soulèvement supplémentaire de la couche d'air supérieure. Ceci a pour effet:
- un plus fort taux de précipitations ;
- des conditions favorables à de la pluie verglaçante ou du grésil ;
- un changement graduel de type de précipitations à la suite du changement de la structure verticale de température (de pluie à neige, en passant par le verglas ou le grésil).